# Euphyia laodice
Euphyia laodice là một loài bướm đêm trong họ Geometridae.